# Deutsche Vermögensberatung

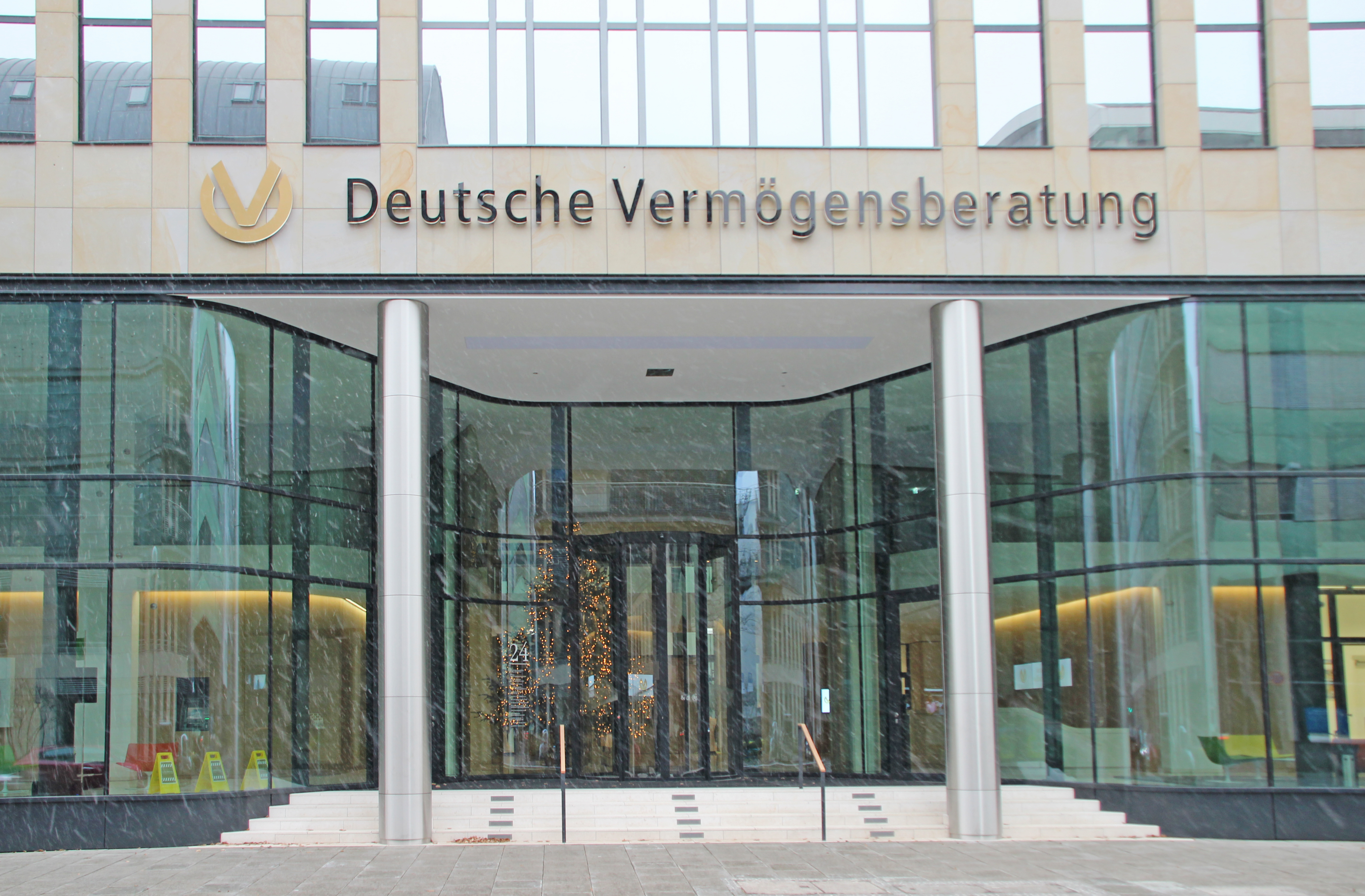
Eingang der neuen Zentrale in Frankfurt in der Wilhelm-Leuschner-Straße

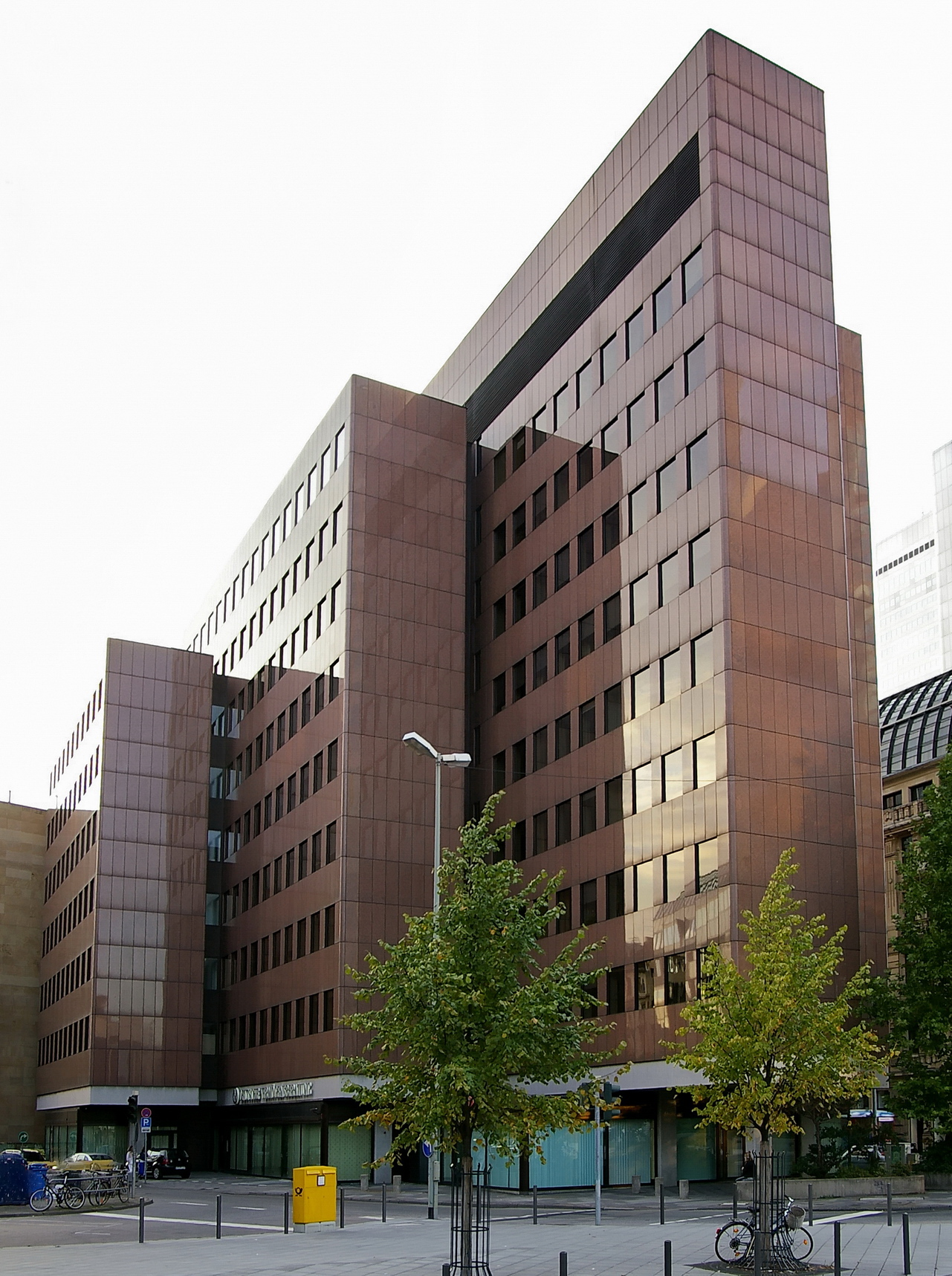
Ehemalige Zentrale in Frankfurt auf der Münchener Straße

Die Deutsche Vermögensberatung AG (DVAG) ist ein in Deutschland, Österreich und der Schweiz tätiger Finanzvertrieb. Das Unternehmen wird von der Deutsche Vermögensberatung Holding gesteuert und gilt als einer der größten Allfinanzvertriebe in Deutschland. Das als Strukturvertrieb (Netzwerk-Marketing) in einem Pyramidensystem organisierte Unternehmen wurde 1975 von Reinfried Pohl (1928–2014) gegründet, sein Unternehmenssitz ist Frankfurt am Main. Die Vermittlungspraktiken des Unternehmens sind umstritten.

## Geschichte
1975 begann Reinfried Pohl den Aufbau der „Kompass Gesellschaft für Vermögensanlagen GmbH“. Er startete am 1. Juli 1975 mit rund 35 ehemaligen Mitarbeitern der Bonnfinanz. Das Allfinanz-Konzept hatte Pohl bereits in den 1950er-Jahren entwickelt.
1976 wurde die „Allgemeine Vermögensberatung AG“ (AVAG) gegründet. 1983 firmierte die AVAG zur „Deutsche Vermögensberatung AG“ um. 1984 traten Reinfried Pohls Söhne, Andreas und Reinfried junior, in die Geschäftsleitung des Unternehmens ein. 1993 gründete das Unternehmen eine österreichische Tochtergesellschaft, die heute unter dem Namen „Deutsche Vermögensberatung Bank Aktiengesellschaft“ firmiert. 2001 begann die Zusammenarbeit mit der Deutschen Bank.
2003 ordnete das Unternehmen seine Struktur neu mit der Schaffung der „Deutsche Vermögensberatung Holding“ mit Sitz in Marburg. 2005 nahm es mit der „SVAG Schweizer Vermögensberatung“ den Geschäftsbetrieb in der Schweiz auf. 2007 übernahm die DVAG den Ausschließlichkeitsvertrieb der AachenMünchener Versicherungen und führt diesen seither in einer eigenständigen Tochtergesellschaft, der „Allfinanz Deutsche Vermögensberatung“. Im gleichen Jahr wurde die FVD in das Unternehmen integriert. 2008 übernahm die DVAG den Vertrieb der Deutschen Bausparkasse Badenia. Unternehmensgründer Pohl starb im Juni 2014. 2018 übernahm die DVAG den Exklusiv-Vertrieb der Generali (EVG).

## Unternehmensstruktur
Über 18.500 Vermögensberater beraten und betreuen 8 Millionen Kunden. Die DVAG setzte im Geschäftsjahr 2023 2,30 Milliarden Euro um und erwirtschaftete einen Gewinn von 271,9 Millionen Euro. Das Volumen aller vermittelten Verträge (Gesamtbestand) betrug 251,7 Milliarden Euro. Die Familie Pohl hält an der DVAG über die Deutsche Vermögensberatung Holding die Mehrheit von 60 Prozent plus zehn Aktien; die restlichen Anteile hält die Generali Deutschland Holding AG.

## Geschäftsführung

### Vorstand
Das Unternehmen wird von dem aus folgenden Personen bestehenden Vorstand geführt:
- Andreas Pohl (Vorsitzender des Vorstandes)
- Marcus Aßmuth (Konzernentwicklung, Marketing)
- Andreas Franken (Recht, Personal)
- Christian Glanz (Informationstechnologie, Betrieb, Verwaltung)
- Lars Knackstedt (Finanzen, Beteiligungen, Immobilien, Steuern)
- Markus Knapp (Zentrale Vertriebsentwicklung, Versicherungen, Fach- und Vertriebsausbildung)
- Helge Lach (Markt und Regulierung, Verbände, Zentrum für Vermögensberatung)
- Steffen Leipold (Banken und Investment, Ausland)
- Robert Peil (Koordination Vertriebsbereiche, Veranstaltungen, Führungsausbildung)

### Aufsichtsrat und Beirat
Vorsitzender des Aufsichtsrates ist seit dem 1. April 2021 Hans-Theo Franken.
Vorsitzender des Beirates ist seit 2020 der Staatsminister a. D. Udo Corts. Davor waren es bis 2014 der Ex-Bundeskanzler Helmut Kohl und bis 2020 der Finanzminister a. D. Theo Waigel. Weitere Beiratsmitglieder sind (Stand 2022) Rainer Neske, Frank Bsirske, Markus Ferber, Petra Roth, Wolfgang Schüssel, Hermann Otto Solms, Karl Starzacher, Martin Wagner, Michael Westkamp und Brigitte Zypries.

## Partnerunternehmen

### Deutschland
Die DVAG arbeitet mit Unternehmen der Generali-Gruppe wie der Badenia Bausparkasse und der Advocard Rechtsschutzversicherung. Über diese bestehen weitere Kooperationen wie z. B. mit der BKK Linde.
Im Rahmen einer Partnerschaft mit der Deutsche-Bank-Gruppe vertreibt die DVAG seit 2001 Bankprodukte der Deutschen Bank (DB) und Investmentfonds der DB-Tochter DWS. Weitere Partner sind Commerzbank, HypoVereinsbank, DSL Bank, Santander Bank, Allianz Global Investors und die Geiger Edelmetalle AG.
Über die Plattform DVAG-Hyp vermittelt die DVAG Immobilienfinanzierungen an über 500 deutsche Banken und Sparkassen.
Die Deutsche Verrechnungsstelle (DV) mit Sitz in Frankfurt am Main ist auf Rechnungsmanagement für Handwerk und Mittelstand spezialisiert. Sie bietet Produkte und Serviceleistungen, die die Liquidität von Unternehmen sichern. Gegründet wurde sie 2014 von Andreas und Reinfried Pohl.

### Österreich
Zu den Partnerunternehmen in Österreich zählen: Generali Versicherungs AG, Unicredit Bank Austria, BAWAG P.S.K., Allianz Global Investors, DWS, s Bausparkasse und Infina Credit Broker GmbH.

### Schweiz
Zu den Partnerunternehmen in der Schweiz zählen: Generali, PAX, bank zweiplus, CSS, Innova, assura, Sanitas und Glarner Kantonalbank. Im Jahr 2021 ging die Deutsche Vermögensberatung Gruppe eine strategische Partnerschaft mit der Global Sana AG ein, einem Anbieter für Allfinanzberatung. Seit Gründung im Jahr 2014 ist der unabhängige Versicherungsvermittler für Private und Unternehmen in der Schweiz stark expandiert.

## Ausbildung
Die Deutsche Vermögensberatung Akademie bietet die Ausbildung zum geprüften Vermögensberater (DBBV) an. Mit dieser Ausbildung qualifiziert die DVAG Brancheninsider ebenso wie Berufsfremde.
Zusätzlich bietet die DVAG Akademie die klassische Duale Ausbildung zum Kaufmann für Versicherungen und Finanzen (IHK) mit der Fachrichtung Finanzen oder Versicherungen und die Ausbildung zum Kaufmann für Büromanagement (IHK) an.
Über die Fachhochschule der Wirtschaft (FHDW) besteht eine Zusammenarbeit im Bereich der Hochschulausbildung. Hier können parallel mehrere Abschlüsse erworben werden:
- Bachelor of Arts in Betriebswirtschaft, Schwerpunkt Finanzvertrieb
- geprüfte/-r Finanzanlagenfachmann/-frau (IHK)
- geprüfte/-r Immobiliardarlehensvermittler/-in (IHK)
- zertifizierte/-r Vermögensberater/-in (DBBV)
- Dualer Master-Studiengang Management und Führung im Finanzvertrieb

Die Erlangung der, für den § 34d GewO, erforderlichen Sachkunde erfolgt ebenso, wie die Vorbereitung auf die Sachkundeprüfung des Finanzanlagenvermittlers gemäß § 34f GewO durch die entsprechende Ausbildung in der DAV.
Die DVAG investiert jährlich über 80 Millionen Euro in die Aus- und Weiterbildung.

## Rechtliche Auseinandersetzungen

### Prozess gegen Wolfgang Dahm
Die DVAG versuchte per Unterlassungsklage, Äußerungen aus dem Buch Beraten und verkauft des ehemaligen Mitarbeiters Wolfgang Dahm verbieten zu lassen. Das zuständige Oberlandesgericht Frankfurt am Main wies die Klage der DVAG durch Urteil vom 22. Januar 1998 ab. Der Bundesgerichtshof ließ eine Revision nicht zu. Eine daraufhin von der DVAG eingereichte Verfassungsbeschwerde wurde nicht zur Entscheidung angenommen.

### Prozess gegen Stefan Schabirosky
Der ehemalige AWD-Mitarbeiter Stefan Schabirosky behauptete in seinem im August 2017 erschienenen Buch Mein Auftrag: Rufmord, im Auftrag der DVAG eine Verleumdungskampagne gegen den ehemaligen AWD-Hauptanteilseigner Carsten Maschmeyer initiiert zu haben. Die DVAG bestritt gegenüber der Deutschen Presse-Agentur „vehement“, in die „Rufmord“-Kampagne verwickelt gewesen zu sein und wies die Vorwürfe „entschieden zurück“. In einer Stellungnahme äußerte die DVAG, dass sie mit Schabirosky einen Beratungsvertrag als Controller abgeschlossen hatte. Er sollte den europäischen Markt der Finanzdienstleister für die DVAG beobachten, habe jedoch weder Weisungen noch konkrete Aufträge seitens der DVAG erhalten. Als die „Erkenntnis reifte, dass Schabirosky überwiegend und auf Kosten der DVAG einen persönlichen Rachefeldzug gegen den AWD führte“, trennte sie sich 2008 von ihm. Schabirosky gab an, dass ihm für seine Beratertätigkeit drei Millionen Euro in Aussicht gestellt worden seien, er davon aber nur rund ein Sechstel erhalten habe. 2013 stellte er deswegen Anträge auf Prozesskostenhilfe bei einem Schiedsgericht in Lübben und vor dem Landgericht Frankfurt am Main, die aber als unbegründet zurückgewiesen wurden. Das Landgericht Frankfurt am Main wies seine Ansprüche mit der Begründung zurück, dass seine Behauptungen so vage und so unkonkret gefasst seien, dass diesem Vortrag jegliche Substanz fehle. Diese Entscheidung wurde in zweiter Instanz vom Oberlandesgericht Frankfurt bestätigt. Auf die Einforderung der vereinbarten Vertragsstrafe bei Verletzung der Verschwiegenheitspflicht hat die DVAG verzichtet.

## Kritik und Kontroversen

### Geschäftsmodell
Als Strukturvertrieb aufgebaut, besteht in der DVAG ein System, in dem die jeweils in der Hierarchie höherstehenden Mitarbeiter einen Teil der Einnahmen erhalten, die die darunterstehenden Mitarbeiter erwirtschaften. Dieses Geschäftsmodell ist bei einigen Verbraucherschützern umstritten. So sollen Berater der DVAG beispielsweise nach der Wende viele Unfall- und Kapitallebensversicherungen in den neuen Bundesländern verkauft haben, was teils nicht dem Bedarf der Beratenen entsprach.
Bei der Vermittlung von fondsgebundenen Lebensversicherungen verdient die DVAG spätestens seit dem Jahr 2020 durch an Fonds erhobene Provisionen. Die als Kick-backs bekannten Provisionen sind in diesem Fall in Wirklichkeit keine, da die DVAG keinen Teil des Geldes an den Kunden zurückgibt. Die an die Fonds erhobene Provisionen, über die der Kunde nicht informiert wird, werden in erster Instanz von den Fonds bezahlt, die von der DVAG erhobenen Kosten geben die Fonds jedoch langfristig an die Kunden weiter, was sich letztlich in einer Minderung der Rendite und der Altersvorsorge offenbart.

### Verflechtungen mit der Politik, Einfluss auf diese
Die WirtschaftsWoche stellte 2010 in einer Grafik das politische Netzwerk der DVAG dar. Reinfried Pohl hatte Verbindungen zu bekannten Politikern von CDU und FDP aufgebaut, die wichtige Positionen in Beirat und Aufsichtsrat besetzten. Laut Lobbycontrol spendete die DVAG ab dem Jahr 2000 mindestens 7,9 Millionen Euro an CDU, CSU, FDP, SPD und Grüne, davon 3,25 Millionen an die CDU, 1,32 Millionen an die FDP, 0,39 Millionen an die SPD und 0,27 Millionen Euro an die Grünen. Sechsstellige Beträge flossen vor den Bundestagswahlen 2017 und 2021, dabei stets etwa die Hälfte an die CDU und kleinere Anteile an FDP, SPD und Grüne. Im November 2024 spendete die DVAG jeweils 100.000 € an die FDP, die SPD, Bündnis 90/Die Grünen und die CDU. Eine größere Spende im November erhielt währenddessen die CSU mit 300.000 €. Im Dezember 2024 erhielt die CDU nochmal eine Spende in Höhe von 100.000 € von der DVAG.

### Urteil der Stiftung Warentest zu DVAG-Produkten
Bei einer Untersuchung der größten Finanzvermittler am Markt durch die Stiftung Warentest im Jahr 2014 kam diese zu folgendem Ergebnis: „Im Idealfall besteht eine gute Finanzberatung aus einer gründlichen Analyse des Kundenstatus, passenden Produktvorschlägen und klaren Informationen über Laufzeit, Risiken und Kosten der Geldanlagen.“ Vor allem die Angaben zu den Kosten der DVAG-Produkte waren im Test oft unzureichend. Testkunden hatten nach solchen Beratungen keine Ahnung, wie hoch die Kosten für die angebotenen Produkte sind. Die Stiftung Warentest kam zum folgenden Urteil: „Kein einziger Vertrieb schaffte es, dass die Vermittler die Testkunden der Stiftung Warentest auf der Suche nach einer sicheren, langfristigen Geldanlage durchgehend gut berieten. Am besten, das heißt wenigstens ohne größere Fehler, waren die Produktempfehlungen der Berater der Deutschen Vermögensberatung AG (DVAG), der MLP AG und der OVB Vermögensberatungs AG (OVB).“ Alle drei Anbieter verfehlten im Bereich der Produktempfehlung ein „Gut“.

### ZDF-Berichterstattung zur Unternehmenskultur
Dominic Egizzi kritisierte 2012 im Rahmen des Reportageformats ZDFzoom, dass die Vermögensberater der DVAG primär Produkte von Partnerunternehmen empfehlen würden, die an der DVAG beteiligt sind. In der ZDF-Magazinsendung ZDF Magazin Royale wurde das Vertriebssystem der DVAG thematisiert, das als Pyramidensystem betrachtet wurde. Es soll im Unternehmen eine sektenähnliche Unternehmenskultur und einen hohen Provisionsdruck zugunsten ungeeigneter Produkte geben. Bei der DVAG wird empfohlen bei Verwandten, Freunden und Bekannten Produkte zu verkaufen und weitere Vertriebler anzuwerben. Die Mindestvertragslaufzeit beträgt zwei Jahre und die Personen sind nicht angestellt, sondern als selbständige Handelsvertreter tätig.

### Berichte und Kritik von Aussteigern
Im April 2019 berichtete der Spiegel unter Bezugnahme auf zwei ehemalige DVAG-Mitarbeiter über ein System bei der Deutschen Vermögensberatung, in dem es in erster Linie nicht darum gehen solle, möglichst auf den Kunden zugeschnittene Finanzprodukte zu verkaufen, sondern ausschließlich Produkte von Partnerfirmen, die wie die der Generali, Santander, Deutschen Bank, Commerzbank und HypoVereinsbank hohe Provisionen versprechen. Als Strukturvertrieb aufgebaut, bestehe in der DVAG ein Pyramidensystem, in dem die jeweils in der Hierarchie Höherstehenden einen Teil der Einnahmen erhalten, die die darunter stehenden Mitarbeiter erwirtschafteten. So sollen Direktionsleiter laut Angaben eines ehemaligen Vermögensberaters der DVAG 400.000 Euro im Jahr verdienen.
Im Interview mit der Welt verglich einer der Berater die Vorgänge innerhalb der Deutschen Vermögensberatung mit einer Sekte, bei der Gehirnwäsche praktiziert werde. Einige Zeit drohte er dem Unternehmen, dass er ein Enthüllungsbuch über die DVAG mit dem Titel „Geldsekte“ veröffentlichen werde. Er bot der DVAG die Rechte an dem Buch gegen Zahlung von mehr als 540.000 Euro an, woraufhin die DVAG Anzeige erstattete. Das Amtsgericht verurteilte den vormaligen Mitarbeiter wegen versuchten Betruges. Er musste 4.000 Euro an die Verbraucherzentrale Hessen zahlen; eine Geldstrafe von 80 Tagessätzen zu 70 Euro wurde vorbehalten.

## Sportsponsoring, Werbung, Spenden

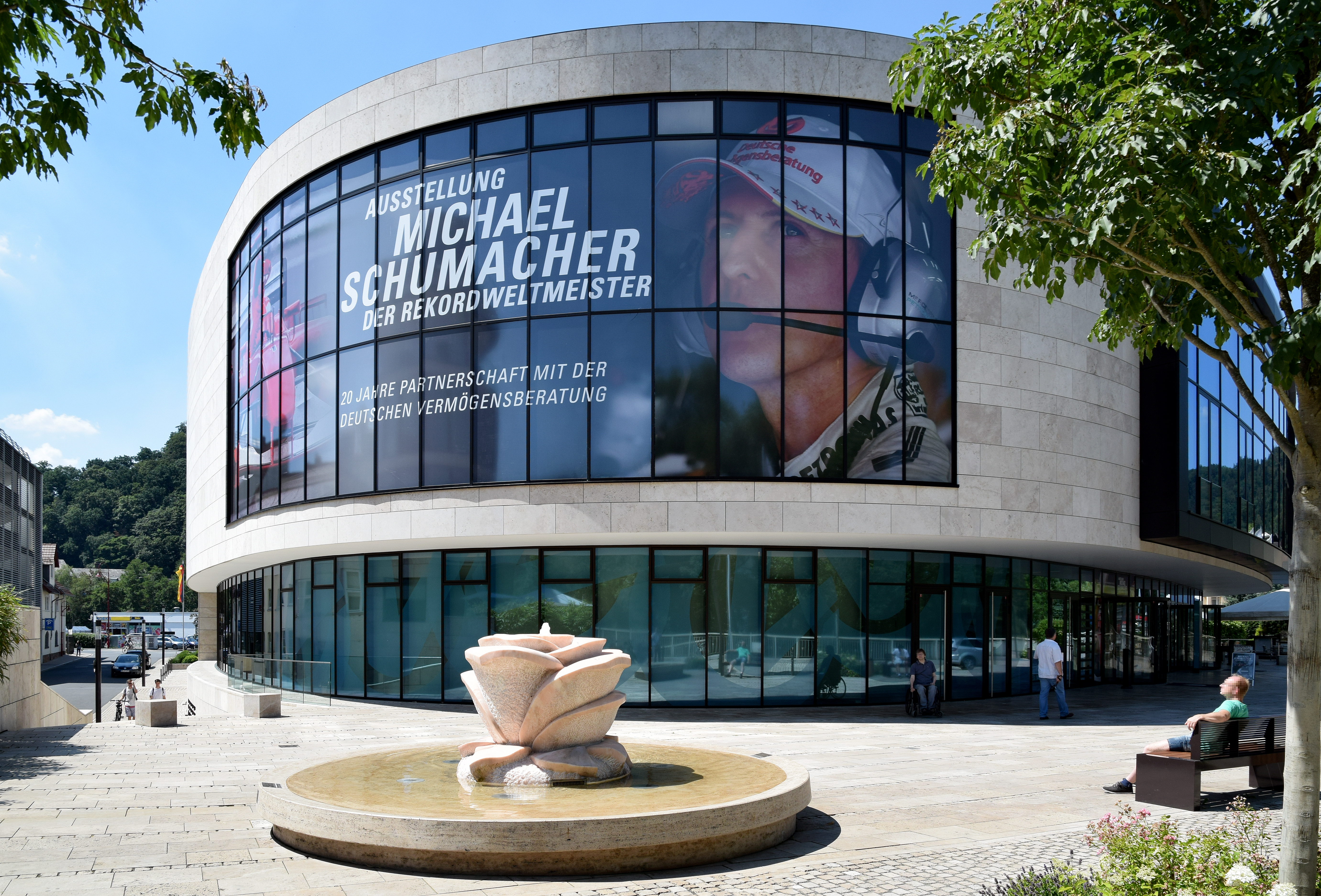
Michael-Schumacher-Ausstellung in Marburg (2016)

Die DVAG ist seit 1996 im Bereich Sportsponsoring aktiv. Sie arbeitete mit zahlreichen Sportlern zusammen, z. B. mit Jürgen Klopp, Fabian Hambüchen, Britta Heidemann, Mick Schumacher und Joey Kelly.
Mit Michael Schumacher arbeitet das Unternehmen seit 1997 zusammen. Auch nach dessen schwerem Skiunfall im Dezember 2013 wird der bestehende Sponsoring-Vertrag fortgeführt. Im Februar 2016 wurde anlässlich der 20-jährigen Partnerschaft die Michael-Schumacher-Ausstellung in Marburg eröffnet, die bis Dezember 2018 lief.
Die Deutsche Vermögensberatung unterstützt öffentlichkeitswirksam die Arbeit von gemeinnützigen Vereinen. Seit 2020 beteiligt sich die DVAG am RTL-Spendenmarathon.
Gemeinsam mit einem Verein sammelte die Deutsche Vermögensberatung 2021 rund 650.000 Euro Spendengelder, um verschiedene Maßnahmen in den von der Jahrhundertflut 2021 betroffenen Flutgebieten zu unterstützen. Die DVAG selbst trug nur rund 40 % zur Summe bei. Nach dem russischen Überfall auf die Ukraine spendete die DVAG im März 2022 eine Million Euro als Soforthilfe an Menschen brauchen Menschen e. V.

## Reportage
- Frontal: DVAG: Abzocke oder Versicherung? Die Deutsche Vermögensberatung auf YouTube, 24. November 2021 (Laufzeit: 13:44 min).